# 恐怖寵物店
《恐怖寵物店》（Petshop of Horrors）是日本漫畫家秋乃茉莉所繪的恐怖漫畫。原本在《Apple Mystery》月刊漫畫雜誌連載，在該雜誌於1998年暫時停刊後，改於月刊漫畫雜誌《Horror M》連載，故事描述洛杉磯唐人街的寵物店老闆透過交易寵物實現顧客願望的過程。1999年3月被改編為動畫，在TBS的深夜節目的「Wonderful」內播放。2004年4月，在朝日ソノラマ雙月刊雜誌《ネムキ》增刊，季刊《夢幻館》連載《新恐怖寵物店》，並將故事的舞台從洛杉磯唐人街改為到新宿歌舞伎町。在《夢幻館》於2009年4月休刊之後，改移至《Yahoo!ブックストア》上連載，到2012年11月完結。2013年起，於朝日ソノラマ的《夢幻燈》開始連載《恐怖寵物店 拱廊街篇》，故事背景為19世紀的巴黎。

## 概要
充斥各種光怪陸離人事物的華人街裡，隱藏著一間販賣各種寵物，名為「COUNT D」的寵物商店，從普通常見的小動物乃至於遊走法律邊緣，甚至只有傳說裡才會出現的生物，都會出現在這間店裡。只要顧客提出要求條件，做為現任店主的神祕人士D，將會為顧客選出最適合的寵物，幫助顧客實現願望。故事便環繞在D伯爵和各類生物及人們所發生的事件。

## 登場人物

### 主要登場人物
D
人物本名不詳，人稱D伯爵（カウント・ディー），本作主人公兼身份最神秘的角色。有著異色雙瞳的短髮中國人，身穿中國服裝，常常帶著微笑。作為本來的店主的「D伯爵」的孫子擔任著寵物商店「COUNT D」的看管人，常與該地的名士和官員來往。奶蛋素素食主義者，特別喜歡甜食而且有著無論怎麼吃甜食也不胖的體質，擅長中國武術。對動物很溫柔但對人很厭惡的性格，特別對於動物的飼養方法。自稱受封的爵位只到伯爵的祖父為止。右眼具備抹除他人記憶的能力，能與動物交談，有著大量關於動物和傳說中的動物的知識，能用血召喚生物。
雷歐‧歐雷克特
美國警察，因為查緝毒品事件而來到D伯爵的店後，發現凡是跟他購買寵物的人都離奇死亡，後來就常常往他那裡跑。經常帶甜點去誘惑D伯爵想使他招供，時常與D伯爵拌嘴，但亦有聯手幫助彼此的時候。於單行本第五集第四話酒醉時能看見人型姿態的動物，隨著劇情發展開始能和動物溝通，在第一部劇情最終章時，也能在清醒狀態見到動物的人型姿態。在第二部劇情僅於番外篇登場。
其上司也是D伯爵的顧客。
克利斯多福
雷歐‧歐雷克特的弟弟，母親生下他逝世後交由阿姨照顧，卻因為表姐莎曼珊無心的話語，受到刺激無法說話，但可以見到D伯爵店裡動物的人型姿態並與其交談，D伯爵也能聽見克利斯多福的「心聲」與他溝通。故事尾聲被朱香啟示敞開心房，和莎曼珊和解返回現實，卻因此喪失了與動物交談的能力。在第一部劇情最終話尾聲已經成年，擔任FBI的探員。
小Q
常在D伯爵身邊，有著兔耳、蝙蝠翅膀的神秘生物，真實身份為D伯爵之祖父，容貌與D伯爵相仿。
D伯爵的父親
本名不詳，容貌和D伯爵相仿，年輕時期曾為紐約大學赴香港的留學生，但極其厭惡人類，因認定D伯爵對待人類過於仁慈，導致父子倆理念不合，但依然在私底下關心著D伯爵。最後因為主導毀滅人類的計畫，被雷歐‧歐雷克特持槍射殺，最終重生為D伯爵的後嗣。
吉兒
擔任市警的女刑警，大雷歐兩年的學姐。冷靜沉著，邏輯怔推理和搜查是她的信條。對D伯爵很親切。
劉武飛
第二部劇情登場，為新宿歌舞伎町的新中國城大樓老闆，劉氏集團暨黑手黨首領劉翁與情婦所生之子，被D伯爵稱為「太子」。哈佛大學畢業，性格和雷歐如出一轍，經常和D伯爵拌嘴，不相信毫無科學根據的事物。討厭鰻魚。原本不相信傳說動物的存在，但經歷和D伯爵尋找河童的事件後改觀。有位同父異母的姊姊。對於父親經常催婚的行為感到相當不滿。
老陳
第二部劇情登場，為劉武飛的隨身管家，自劉武飛年少時便負責照顧他，對其相當忠誠。

### 非人生物
饕餮（王師傅、阿徹）
中國古代漢族神話中的一種怪獸。羊身人面，目在腋下，虎齒人爪。饕餮，尤喜食人肉，古文曰饕為貪食，餮為貪財，是以饕餮也有貪婪之意思。
伯爵在中國城中一中國餐館發現主廚王師傅是一隻修成人形的成年饕餮後，不惜以身犯險做餌，意欲將其帶回店中。卻在最後關頭被雷歐打傷饕餮，計劃失敗。
王師傅被收監時，伯爵前往探望並勸說其脫離現有肉身追隨自己。其後王師傅被發現自噬身亡，饕餮則以阿徹的身份作為伯爵的寵物。
非常討厭逮捕並槍傷自己的雷歐。
人型姿態是個留著紅長髮，長有羊角，穿著袒胸上衣和長褲的衝動青年。
麒麟（慶麟）
與龍、鳳凰、玄武並列為稀有珍獸，性格慈悲愛護生命，就連花草也不忍踐踏。與其締結契約的主人，會在將來成為君主或民族領導人，但往往都得用人民或自己的血付出代價，麒是雄性的麒麟，麟則是雌性的麒麟。
慶麟的人型姿態，是個穿戴華麗戲曲風格衣裝的小女孩。在第二部劇情登場時已經成年，說話第一人稱為「妾身」。
鳳凰（翠凰）
稀有珍獸之一，鳳是雄性，凰是雌性。只要有人與鳳凰立下寵物契約，即使主人身故並轉生到下一個時代，鳳凰也會跟隨主人在每個世代的轉生身分，直至主人完成宿願才願意離去。因為其尊貴的身份，連D伯爵店裡的多數動物們都對其恭敬有加，也不敢任意得罪鳳凰。
翠凰的人型姿態，是穿著飄逸衣裝，宛若天女的優雅女性。在本作中和從幾個世代前便戀慕著D伯爵的女孩結訂契約，後由於主人瞭解D伯爵不懂如何愛人的真實心聲後，才真正離開主人的身邊。
三頭紅龍（朱香 潤麗 華南）
因為手經D伯爵、雷歐以及一名老者的孫兒之手，而孵育出的三頭紅龍。由於龍會因為培育自己的主人，擁有和主人類似的性格，甚至是孵化日期也順應著主人的祈求，因此當初紅龍蛋失蹤時，D伯爵為此擔憂不已。全名「南海龍王·赤安洪聖濟王·傲潤公主」。三顆龍頭的性格也是相差逕庭。朱香性格穩重幽謐（因為D伯爵親自培育60年）並且在平常主持大局，潤麗天真愛哭，華南性格急躁易怒（因為最後一刻經雷歐之手）。
人型姿態是個身著古裝的三重人格女孩。根據D伯爵所言，一旦三者有了嚴重的爭執，就連整個中國城都會被破壞成碎瓦礫。目前只有D伯爵能夠在三人情緒不穩的時候使其平靜下來。克里斯多福則是能夠分辨朱香、潤麗、 華南的不同。
九尾妖狐（阿天）
能夠因應主人要求，在不同人眼中呈現多樣姿態，年齡超過一千歲的妖狐。
人型姿態下是個外型叛逆的隨性少年，擅長東方的法術。在本作中一度被因為想要飼養不同寵物而起歧見的家庭收養，在事件落幕後便回到D伯爵的身邊。
浣熊（小胖）
親近D伯爵的浣熊，人型姿態是個留著金鬈髮的小女孩。
亞歷克
外貌英俊且青春永駐的男性吸血鬼，過去曾親眼見證希特勒迫害猶太民族的歷史。於第一部劇情60年前不顧D伯爵的父親的反對，和身為人類的愛人伊莉莎白結婚，但後來伊莉莎白因故逝世，令心碎不已的亞歷克決定尋找D伯爵的父親，解除自己的不死力量。初次在街上遇見雷歐時，因為遭對方砸毀了要送給D伯爵的蛋糕，憤而和對方大打出手，後來轉而與雷歐言和，吐漏自己喪偶的心聲，循線尋獲了D伯爵，最後藉著飲用D伯爵的血液解除不死之身，化為灰燼消失殆盡。
D伯爵的店鋪裡，迄今仍保有當年亞歷克、諾瑪、D伯爵的父親的合影照片。在《新恐怖寵物店》的第一冊番外篇，則補充說明當年這張合影照片的由來。
諾瑪
外表冷艷的女性吸血鬼，單戀著亞歷克，對於亞歷克選擇和伊莉莎白共譜戀曲一事始終無法釋懷。為了尋找亞歷克的下落，阻止他藉著D伯爵的協助解除不死之身，支身來到美國，犯下多起吸血殺人案件，並冒用已故FBI探員諾瑪·蘭格麗的身份，對外誆稱協助警方辦案，藉此掩飾自己的殺人罪行。後來諾瑪雖如願尋獲亞歷克，卻親眼見到後者解除不死之身化作灰燼的場面，傷心之餘化為吸血蝙蝠悄然離去，暫時寄宿在D伯爵的店鋪裡。
布隆迪（麒麟）
《新恐怖寵物店》登場的雄性麒麟，人形狀態是個金髮藍眼的男孩，在本作中和希特勒的情人伊娃·布朗締結契約，滿足其「擁有孩子」的願望，並且在艾娃遭遇危機之際，現出原型將她載往希特勒的身邊。艾娃和希特勒持槍自盡後，便離開艾娃的身邊。
飛鐸
第二部劇情登場，作者秋乃茉莉另一部漫畫「靈感商法公司」的主角，表面上是另一主角常磐飼養的貓，實際上是千年前遇刺身亡的年輕法老靈魂寄宿於寵物貓飛鐸之身，為貓的祖先之一。說話第一人稱為「朕」，人型姿態是個蓄著微波浪黑髮中短髮，肌膚黝黑的男孩。
伊菲娜&路
《拱廊街篇》登場的斑鬣狗姐弟，姊姊伊菲娜的人形狀態是位獨眼褐膚的交際花，擅長改造女性當事者；弟弟路的人形姿態則是容貌俊秀的男妓。在《拱廊街篇》篇曾經為實現委託者的願望，帶動鬣狗群襲擊巴黎的上層人士。

### 其他非人角色
小P（極樂鳥）
人工繁殖者照育的極樂鳥，人化型態是穿著東南亞服裝風格的少年。極樂鳥族群生性纖細敏感，只會為契合者歌唱，雄性羽色斑斕且歌喉出眾，雌性羽色簡樸不會歌唱且會為繁衍後代吃掉雄性。本作裡富家千金安琪拉因為好奇心且不滿父親長期疏離卻又拘束她的自由，透過D伯爵購得小P作伴，後來安琪拉為了讓小P有伴而用一年份的金莎巧克力說服D伯爵取得雌性極樂鳥，結果為了查看小P和伴侶的狀況，意外撞見小P被伴侶吃剩的遺體，最終由於D伯爵出面說明極樂鳥的特性而作罷。
「艾薇」（深海魚）
有著和國際級歌星艾薇潔莉·布魯相仿容貌的人魚，本體是食肉深海魚。本作裡艾薇潔莉目擊丈夫兼經紀人耶索·克雷德和舊愛露伊絲·泰賽恩在郵輪重逢而墜海自盡後，「艾薇」吃掉她的遺體後在海岸邊被D伯爵發現，交給耶索飼養。後來露伊絲探視耶索期間意外看見「艾薇」的正體，出於擔心耶索而呼叫警察前來調查，而耶索則因為違背「不可讓她挨餓」的規則被其吃掉。
梅杜莎（蜥蜴）
稀有種白化蜥蜴，人化型態是用黑布矇著雙眼的女性，由於其目光會讓與之對視者當場暴斃，平常必須遮住其雙眼才能保障持有著的安全。本篇裡喜愛爬蟲類但陷入困境的電影演員羅賓·海德里斯為求心理慰藉而向D伯爵購入梅杜莎，雙方在相處的過程互生情愫。後來參與電影甄試選拔失利的羅賓違背「不可看到她的眼睛」的規則而揭開她的遮眼布，當場暴斃身亡；梅杜莎則因為看見愛人的遺體過度悲傷，望向羅賓給她的化妝盒面鏡，看見自己的容貌殉情死去。事後D伯爵將梅杜莎的骨灰和合葬在羅賓的墓地。
「爱丽丝」（兔子）
澳洲的特有種兔子，人化型態和海德溫夫妻死於毒品的女兒愛麗絲相仿，一旦食用蔬菜和水以外的食物，就會加速繁衍和造成母體死亡。本作裡海德溫夫妻為撫平喪女的心情而向D伯爵購入她，結果因為違背「不可讓她食用蔬菜和水以外的食物」的規則餵食甜點，造成兔崽大量繁衍攻擊海德溫夫妻和其他民眾造成恐慌，最終由於兔子們受食用零食的內含添加物的影響暴斃才化解危機。
後記說明靈感來自外來種兔子在澳洲大量繁殖，造成生態浩劫的新聞。
杜萊徹（杜賓犬）
曾任德國軍犬，但因為祖國減少軍備而被解職的杜賓犬，人化型態是身穿軍服，雙耳被剪部分的挺拔軍人，性情忠誠且俱備敏銳嗅覺。本作裡經由D伯爵引薦，被雙親被兇手謀殺、住宅被縱火導致精神創傷失明的富家千金克蘭·香乃爾帶回家裡當成導盲犬和護衛，後來杜萊徹透過氣味識破偽裝成強盜，準備謀害克蘭奪取財產的克蘭表舅愛德華，為解救克蘭遭愛德華持槍射傷。愛德華被捕後，傷勢痊癒的杜萊徹選擇繼續和雙眼復明的克蘭一起生活。
小姐（貓）
幼貓，人化型態是個小女孩，可透過親吻骰子讓主人獲得無往不利的賭運。本作裡溜出D伯爵店面期間偶遇一名身負詐欺、竊盜前科且經濟窘困的慣犯威廉·福斯特，被後者餵食血液後成立契約，由D伯爵帶回。後來D伯爵以保釋威廉的條件委託後者妥善照顧小姐，威廉則得益於小姐的幫助脫貧成賭場經營者，但威廉受兒時母親和情人私奔離家出走的匱乏感影響，為追求高中時代的心儀對象凱薩琳而懇求小姐再度伸出援手，導致小姐傷心哭泣而違背「不可讓她哭」的規則，最終D伯爵用小姐親吻過的骰子和威廉對賭，贏走他名下的所有賭場，小姐則選擇繼續跟隨威廉一起生活。
劍齒虎
經常出現在D伯爵夢裡的劍齒虎，本體是被安置在州立博物館的劍齒虎標本。本作裡雷歐尾隨透過警衛進入博物館的D伯爵期間，誤嗅D伯爵用來冥想進入夢境的爐香，跟著後者進入原始世界的夢境行動。後來雷歐為解救被劍齒虎追擊的麋的祖先和D伯爵，開槍擊殺劍齒虎，被D伯爵指謫其作為的同時發現劍齒虎的兩隻幼崽。事後脫離夢境的雷歐因為開槍損毀劍齒虎標本被警衛追究責任，D伯爵則在帶雷歐回店裡喝茶的期間，意外發現兩隻幼崽劍齒虎幼崽躲在隨身的行李箱裡。
皇帝與皇后（鳥）
罕見鳥類「鑽石之淚」的皇帝與皇后，人化型態是穿著東方華服的男女。兒時經由族人安排許婚，過著無夫妻之實的日子，直至某日皇帝親自照料生病的皇后，才讓兩者正式發展出夫妻之情，皇帝更為此段感情而拒絕納側妃生育後代。後由於族群幾近滅絕，兩者被安置在州立動物園保護區，皇后因為不滿園方人員採用先逝皇帝的精子和其他雌鳥的卵子培育後代，便委託D伯爵銷毀（除掉）未成型的人工受精卵，造成族人正式滅絕。事成後皇帝的靈魂前來迎接恢復成年輕模樣的皇后靈魂，D伯爵則為兩者獻上祝福後，暗地將「鑽石之淚」的蛋做成荷包蛋給前來作客的雷歐享用。
後記說明靈感來自在日本滅絕的朱鷺。
黛西（狗）
小型犬，人化型態是個女孩。原本是被棄置街頭的幼犬，被在家裡排行最末且飽受家人冷落的女孩瑪格麗特帶回飼養，但由於瑪格麗特近期對她心生厭煩而開始被虐待，經由雷歐和D伯爵介入後以人化型態跟著瑪格麗特返家生活一個月。後來瑪格麗特忌憚於黛西展現的各方才華，加著目擊黛西和心儀男孩鮑比和睦的情景而遷怒於她，導致瑪格麗特被得知此事的家人交給D伯爵處置，及時因為黛西以初見面時便想守護瑪格麗特為由出面解危而作罷。最終黛西恢復成原型重返瑪格麗特的身邊，正式展開新生活。
帕比（泰迪熊）
出產於德國，現為猶太裔婦人羅絲瑪莉·亨德爾（本名伊莉莎白·休特克）持有的泰迪熊。二戰時期（1942年）伊莉莎白的父親為了保護她，向D伯爵的祖父簽訂契約讓帕比終身守護伊莉莎白。後來伊莉莎白因為戰爭失去所有家人，被帕比吃掉12歲前的記憶，捨棄本名、信仰、祖國後以德國人的身份在美國成家，直至伊莉莎白晚年和外孫女辛蒂外出散步期間，偶遇和雷歐外出的D伯爵，開始恢復過去的記憶，加著發生種族主義恐怖份子發動攻擊的事件而憶起二戰時期的事件，最終帕比向伊莉莎白說明父親為保護她和D伯爵的祖父簽訂契約的原委，才讓伊莉莎白在逝世前化解心結，兩者的靈魂正式在天堂重逢。
美洛（虛擬魚）
任職MT工業的系統工程師裘弟·麥克道爾用電子系統模擬創造的虛擬魚，人化型態是雙耳為鰭的女子。因為裘弟無法忍受家庭和職場的不順遂，遂創造美洛作為自己的伴侶。裘弟另外有變裝為美女獨自至俱樂部小酌的興趣，化名亦為「美洛」。變裝後的裘弟拒絕單戀美洛的酒保告白，導致心生忌意的酒保闖至裘弟的住處槍殺平時狀態的裘弟。裘弟飼養的魚群由警方交由伯爵代管後，告訴伯爵僅有最受寵愛的美洛目擊兇手，伯爵與雷歐才在電腦中發現美洛。美洛向雷歐和D伯爵透露犯人的特徵後，無法接受裘弟的死亡而化為亂碼消失。殺害裘弟的酒保則經不起雷歐的盤問而承認罪行。
嘉德露
一生僅會綻放一夜，會以自身生命為代價幫持有者抵命的花卉。本作裡D伯爵因為感嘆於雷歐缺乏異性緣的抱怨，將嘉德露交給雷歐照顧兼提醒後者要時常呼喚其名，後來雷歐在值勤期間遭犯人開槍重傷命危，被送至醫院急救之際，嘉德露犧牲自己的性命代替雷歐凋零，令雷歐得以保住性命。
南方冥王（馬）
賽馬牧場主的女兒貝蒂·克勞佛的愛馬，先祖是血統高貴的名馬「德爾萊·阿拉伯」，因為天生耳聾導致個性神經質，僅親近貝蒂。本作裡D伯爵負責替女星布莉姬·卡諾主演的電影擔任動物指導期間，在拍攝現場認識兼職替身演員的貝蒂，獲知貝蒂家的牧場因為配種培育南方冥王而欠下3萬美金的費用、貝蒂的父親需要手術治療費後，D伯爵兩度懇求貝蒂讓渡南方冥王未果，決定幫助貝蒂和南方冥王贏得賽馬競賽。最終D伯爵和雷歐在出席觀賽期間，讓雷歐吹起「德爾萊·阿拉伯」的馬笛，令南方冥王聽見先祖的聲音正式覺醒天賦（其他馬匹則全數偏離跑道出局）獲得勝利，此後貝蒂和南方冥王持續在賽馬界獲得成就，讓D伯爵感嘆失去蒐集良馬的機會。

## 出版書籍
- 恐怖寵物店（Petshop of Horrors）

單行本
| 冊數 | 宙出版     | 宙出版             | 東立出版社     | 東立出版社         | 哈尔滨出版社 | 哈尔滨出版社       |
| 冊數 | 發售日期   | ISBN               | 發售日期       | ISBN               | 發售日期     | ISBN               |
| ---- | ---------- | ------------------ | -------------- | ------------------ | ------------ | ------------------ |
| 1    | 1995年2月  | ISBN 4-391-91521-1 | 1996年6月25日  | ISBN 957-34-3387-7 | 2004年       | ISBN 7-80699-190-5 |
| 2    | 1995年9月  | ISBN 4-391-91549-5 | 1997年8月20日  | ISBN 957-34-3388-5 | 2004年       | ISBN 7-80699-191-3 |
| 3    | 1996年1月  | ISBN 4-391-91575-4 | 1997年11月15日 | ISBN 957-34-5512-9 | 2004年       | ISBN 7-80699-192-1 |
| 4    | 1996年6月  | ISBN 4-391-91601-0 | 1998年4月10日  | ISBN 957-34-5513-7 | 2004年       | ISBN 7-80699-193-X |
| 5    | 1997年1月  | ISBN 4-391-91623-2 | 1998年5月10日  | ISBN 957-34-5514-5 | 2004年       | ISBN 7-80699-194-8 |
| 6    | 1997年5月  | ISBN 4-87287-171-5 | 1998年11月5日  | ISBN 957-34-7156-6 | 2004年       | ISBN 7-80699-195-6 |
| 7    | 1997年8月  | ISBN 4-87287-182-1 | 1999年3月20日  | ISBN 957-34-7157-4 | 2004年       | ISBN 7-80699-196-4 |
| 8    | 1997年12月 | ISBN 4-87287-199-9 | 1999年5月15日  | ISBN 957-34-7868-4 | 2004年       | ISBN 7-80699-197-2 |
| 9    | 1998年4月  | ISBN 4-87287-225-5 | 1999年7月25日  | ISBN 957-34-7869-2 | 2004年       | ISBN 7-80699-198-0 |
| 10   | 1998年8月  | ISBN 4-87287-251-4 | 2001年3月3日   | ISBN 957-731-265-9 | 2004年       | ISBN 7-80699-199-9 |

文庫版
| 1    | 2002年8月1日   | ISBN 4-2577-2171-5     | 2019年8月19日 | EAN 471094555966-7 |        |        |        |        |        |
| 2    | 2002年9月14日  | ISBN 4-2577-2176-6     | 2019年8月19日 | EAN 471094555966-7 |        |        |        |        |        |
| 3    | 2002年10月18日 | ISBN 4-2577-2180-4     | 2019年8月19日 | EAN 471094555966-7 |        |        |        |        |        |
| 4    | 2002年11月18日 | ISBN 4-2577-2185-5     | 2019年8月19日 | EAN 471094555966-7 |        |        |        |        |        |
| 5    | 2002年12月9日  | ISBN 4-2577-2188-X     | 2019年8月19日 | EAN 471094555966-7 |        |        |        |        |        |
| 6    | 2003年1月22日  | ISBN 4-2577-2192-8     | 2019年8月19日 | EAN 471094555966-7 |        |        |        |        |        |
| 7    | 2003年2月17日  | ISBN 4-2577-2196-0     | 2019年8月19日 | EAN 471094555966-7 |        |        |        |        |        |
| 再版 |                |                        |               |                    |        |        |        |        |        |
| 1    | 2007年11月7日  | ISBN 978-4-02-267077-9 | 不適用        | 不適用             | 不適用 | 不適用 | 不適用 | 不適用 | 不適用 |
| 2    | 2007年11月7日  | ISBN 978-4-02-267078-6 | 不適用        | 不適用             | 不適用 | 不適用 | 不適用 | 不適用 | 不適用 |
| 3    | 2007年11月7日  | ISBN 978-4-02-267079-3 | 不適用        | 不適用             | 不適用 | 不適用 | 不適用 | 不適用 | 不適用 |
| 4    | 2007年11月7日  | ISBN 978-4-02-267080-9 | 不適用        | 不適用             | 不適用 | 不適用 | 不適用 | 不適用 | 不適用 |
| 5    | 2007年11月7日  | ISBN 978-4-02-267081-6 | 不適用        | 不適用             | 不適用 | 不適用 | 不適用 | 不適用 | 不適用 |
| 6    | 2007年11月7日  | ISBN 978-4-02-267082-3 | 不適用        | 不適用             | 不適用 | 不適用 | 不適用 | 不適用 | 不適用 |
| 7    | 2007年11月7日  | ISBN 978-4-02-267083-0 | 不適用        | 不適用             | 不適用 | 不適用 | 不適用 | 不適用 | 不適用 |

- 新恐怖寵物店（新 Petshop of Horrors）

單行本
| 冊數 | 朝日新聞出版  | 朝日新聞出版           | 東立出版社     | 東立出版社             |
| 冊數 | 發售日期      | ISBN                   | 發售日期       | ISBN                   |
| ---- | ------------- | ---------------------- | -------------- | ---------------------- |
| 1    | 2005年1月22日 | ISBN 978-4-0221-3054-9 | 2005年8月17日  | ISBN 978-986-11-7203-5 |
| 2    | 2005年9月20日 | ISBN 978-4-0221-3055-6 | 2005年12月1日  | ISBN 978-986-11-7203-3 |
| 3    | 2006年9月25日 | ISBN 978-4-0221-3056-3 | 2006年11月28日 | ISBN 978-986-11-9087-2 |
| 4    | 2007年4月23日 | ISBN 978-4-0221-3057-0 | 2007年7月19日  | ISBN 978-986-11-9950-4 |
| 5    | 2007年12月7日 | ISBN 978-4-0221-3108-9 | 2008年2月19日  | ISBN 978-986-10-1199-8 |
| 6    | 2008年10月6日 | ISBN 978-4-0221-3127-0 | 2008年12月22日 | ISBN 978-986-10-2725-8 |
| 7    | 2009年11月6日 | ISBN 978-4-0221-3148-5 | 2010年1月25日  | ISBN 978-986-10-4887-1 |
| 8    | 2010年8月6日  | ISBN 978-4-0221-3155-3 | 2010年12月10日 | ISBN 978-986-10-6201-3 |
| 9    | 2011年9月7日  | ISBN 978-4-0221-3169-0 | 2012年5月23日  | ISBN 978-986-10-8585-2 |
| 10   | 2012年3月7日  | ISBN 978-4-0221-4088-3 | 2012年10月4日  | ISBN 978-986-10-9662-9 |
| 11   | 2012年8月7日  | ISBN 978-4-0221-4100-2 | 2013年1月25日  | ISBN 978-986-317-703-6 |
| 12   | 2013年2月7日  | ISBN 978-4-0221-4111-8 | 2013年6月14日  | ISBN 978-986-332-119-4 |

文庫版
| 冊數 | 朝日新聞出版   | 朝日新聞出版           | 東立出版社    | 東立出版社         |
| 冊數 | 發售日期       | ISBN                   | 發售日期      | EAN                |
| ---- | -------------- | ---------------------- | ------------- | ------------------ |
| 1    | 2007年11月12日 | ISBN 978-4-02-267084-7 | 2020年3月25日 | EAN 471060104080-5 |
| 2    | 2008年1月11日  | ISBN 978-4-02-267175-2 | 2020年3月25日 | EAN 471060104080-5 |
| 3    | 2008年8月7日   | ISBN 978-4-02-267180-6 | 2020年3月25日 | EAN 471060104080-5 |
| 4    | 2010年6月4日   | ISBN 978-4-02-267194-3 | 2020年3月25日 | EAN 471060104080-5 |
| 5    | 2011年3月4日   | ISBN 978-4-02-269031-9 | 2020年3月25日 | EAN 471060104080-5 |
| 6    | 2012年12月7日  | ISBN 978-4-02-269032-6 | 2020年3月25日 | EAN 471060104080-5 |
| 7    | 2013年4月5日   | ISBN 978-4-02-269035-7 | 2020年3月25日 | EAN 471060104080-5 |
| 8    | 2013年6月7日   | ISBN 978-4-02-269037-1 | 2020年3月25日 | EAN 471060104080-5 |

- 恐怖寵物店 巴黎篇（Petshop of Horrors パサージュ編）

| 冊數 | Harper Collins Japan | Harper Collins Japan   | 東立出版社     | 東立出版社         |
| 冊數 | 發售日期             | ISBN                   | 發售日期       | EAN                |
| ---- | -------------------- | ---------------------- | -------------- | ------------------ |
| 1    | 2013年8月24日        | ISBN 978-4-596-74311-4 | 2020年10月19日 | EAN 471060104316-5 |
| 2    | 2015年4月24日        | ISBN 978-4-596-74318-3 | 2020年11月23日 | EAN 471060104370-7 |
| 3    | 2015年12月24日       | ISBN 978-4-596-76514-7 | 2020年12月24日 | EAN 471060104371-4 |
| 4    | 2016年8月24日        | ISBN 978-4-596-76517-8 | 2021年1月22日  | EAN 471060104372-1 |
| 5    | 2017年6月24日        | ISBN 978-4-596-58011-5 | 2021年4月9日   | EAN 471060104410-0 |

- 恐怖寵物店 漂泊方舟篇（Petshop of Horrors－漂泊の箱舟編－）

| 冊數 | Harper Collins Japan | Harper Collins Japan   | 東立出版社     | 東立出版社                           |
| 冊數 | 發售日期             | ISBN                   | 發售日期       | ISBN                                 |
| ---- | -------------------- | ---------------------- | -------------- | ------------------------------------ |
| 1    | 2018年12月27日       | ISBN 978-4-596-58018-4 | 2021年4月9日   | ISBN 978-957-26-6553-4（首刷附錄版） |
| 2    | 2019年8月24日        | ISBN 978-4-596-58792-3 | 2021年5月10日  | ISBN 978-957-26-6554-1（首刷附錄版） |
| 3    | 2020年5月18日        | ISBN 978-4-596-58794-7 | 2021年10月18日 | ISBN 978-957-26-6908-2（首刷附錄版） |

畫集
- 幻華宵月 秋乃茉莉插畫集（幻華宵月 秋乃茉莉イラスト集）朝日新聞

2006年9月22日發售、ISBN 4-257-03736-9（舊版）
2007年10月1日發售、ISBN 978-4-022-13814-9（新版）

## 電視動畫
1999年3月1日到3月25日、於TBS系電視節目「Wonderful」內的動畫頻道放送（「Wonderful」在網路上由每日放送從1999年6月5日到6月26日於「Anime Shower」頻道內進行放送）。全4話。

### 主要角色
- 關俊彥（D伯爵）
- 小野坂昌也（雷歐‧歐雷克特）
- 渡部猛（部長）
- 雪乃五月（吉兒）
- 山田美穗（小Q）

### 貴賓
Daughter
- 山口由里子 海德溫夫人（ヘイワード夫人）
- 家中宏 海德溫（ヘイワード）

家境富有的夫婦，因為過分溺愛女兒且未及時約束愛麗絲，結果導致愛麗絲步入歧途染上毒癮，最終死於毒品中毒。為撫平喪女心情而光顧D伯爵的寵物店，購得和愛麗絲容貌相仿的稀有兔子，並以女兒的名字為其命名，結果在違背「不能餵食水和蔬菜以外的物品」的狀況餵食兔子零食甜點，導致兔子「愛麗絲」被加速增殖且性情兇猛的後代破腹死亡。增殖出來的兔子群殺死海德溫（漫畫版說明是被兔子群吃掉）並咬傷海德溫夫人，開始在街上攻擊人類，最終由於兔子服用的零食甜點內含添加物的影響，令所有增殖出來的兔子同時暴斃。
- 吉田小百合（愛莉絲）

海德溫夫婦的獨生女，生前因為父母過度溺愛嬌縱，步入歧途染上毒癮，最終死於毒品中毒。後來海德溫夫婦為撫平心情向D伯爵購買容貌和她相仿的兔子，反成為海德溫夫婦陷入危機的導火線。
- 長嶝高士（依頼主）

向D伯爵購入老虎掛軸的客戶，因為不滿自己僅看見畫卷的竹林背景且當著賓客面前出洋相，致電向D伯爵投訴。由於違背D伯爵「不得將老虎展示在眾人面前」的契約，導致掛軸裡的老虎衝出掛軸而向D伯爵求救，結果被D伯爵以違約在先為由拒絕協助並遭老虎殺死。
- 室園丈裕（野次馬A）
- 福島菜七子（隣人）
- 石川和之（野次馬B）

- 進藤こころ（赤ん坊）-->

Delicious
- 速水獎 耶索·克雷德（イアソン・グレイ）

歌手艾薇的經紀人兼未婚夫，婚禮當天因為和舊愛露伊絲在郵輪上表達彼此心意，結果導致目擊此景的艾薇衝動跳海自盡，出於對艾薇的負罪感和思念，向D伯爵接收艾薇生前訂購、容貌和艾薇相仿的人魚，以艾薇之名為其命名。後來意外被露絲看見人魚「艾薇」的正體（深海巨魚），耶索則違背了D伯爵「不可以讓人魚挨餓」的契約，在和「艾薇」相擁時被啃食殆盡。事後警方捕獲並從該條深海巨魚的腹裡發現耶索和艾娃的遺骸。
- 伊藤美紀 露伊絲·泰賽恩（ルイーズ・テッセン）

耶索的舊情人，因為艾薇介入感情導致雙方分手，在耶索和艾薇婚禮當天在郵輪向耶索表達心聲，對於目擊艾薇跳海自盡存有陰霾。後來意外發現耶索豢養深海巨魚（即耶索眼裡艾薇相仿的人魚）的實情，出於擔心耶索而報警尋求協助，結果趕到現場時裡只看見巨魚和耶索漂浮泳池水面的遺體。
- 艾薇潔莉·布魯（エヴァンジェリン・ブルー）

國際級女歌手兼耶索的未婚妻，個性自我中心且驕傲，因為看上不若其他男人向她討好的耶索，強勢介入耶索和露絲的戀情導致雙方分手。向D伯爵訂購人魚後，在婚禮當晚看見耶索和露絲表達心意，為讓耶索留下罪惡感而墜海自殺，遺體則被海中的深海巨魚吃掉。
Despair
- 辻谷耕史 羅賓·海德里斯（ロビン・ヘンドリックス）

電影演員，爬蟲類愛好者。10年前因為出演外星皇太子一角而出名，但之後陷入事業瓶頸而再無突出表現。因為過度投入爬蟲類蒐集而和妻子離婚，向D伯爵購入必須覆蓋雙眼的女性稀有白化蜥蜴蛇怪「梅杜莎」（メデューサ）作為心理慰藉並產生戀情。演員選角甄試選後，羅賓違背契約揭開梅杜莎的遮眼布，看見梅杜莎的眼睛而暴斃死亡；梅杜莎則因為過度悲傷，拾起羅賓贈與她的化妝盒凝視鏡面殉情自盡。事後D伯爵將梅杜莎的遺骨和羅賓合葬，並透露羅賓的死亡係因從梅杜莎的眼裡看見當年最顛峰時期的自己。
羅賓生前在陷入事業瓶頸後飽受演藝界和世人冷眼相待，但在過身後，出席葬禮的賓客反而開始讚譽和懷念羅賓的表現。
- 古澤徹（アルバート）

ロビンのマネージャー。
- 艾蜜莉（エミリー）

羅賓的前妻，無法忍受羅賓對爬蟲的過度執著而離婚。
Dual
- 大友龍三郎（麒麟·男聲）/ （麒麟·女聲）：慶麟

- 宮本充 凱利·賓森（ケリー・ビンセント）

羅傑的秘書，為人低調實則心思慎密，深悟「需有權始可為世人創造福祉」的道理，但對戀人南西則會顯露柔情的一面。出身貧困家庭，兒時父親死於越南戰爭，母親深受打擊長期酗酒，因為獲得史丹福財團的獎學金獲羅傑親自接見，以此契機成為羅傑的友人（漫畫版則是母親罹患精神疾病，凱利則因為仰賴史丹福財團的獎學金求學，缺錢未施捨流浪漢導致對方餓死懷咎在心，並且在偶然遇見乘車的羅傑後，產生希望讓後者當選總統的想法）。為了達成自身目的兼輔助羅傑，透過羅傑的曾祖父遺留日誌得知其購得麒麟發跡的事蹟後，積極向D伯爵追問麒麟的事情。後來和羅傑取得慶麟的駕車歸途中，為制止暴走的幼稚園巴士墜崖而發生交通事故，導致肉身死亡，彌留之際向慶麟許下「希望看見南西的笑容」的願望，最終魂魄移轉至羅傑的身體裡而獲得重生。
- 真殿光昭 羅傑·T·史丹福（ロジャー・T・スタンフォード）

下議會議員，凱利的友人，出生政治世家，為人強勢，因為過人的魅力和領導風範受到歡迎，透過關係當選下議會議員，立志參選總統。初登場時因為得知曾任美國總統的曾祖父向D伯爵購得麒麟發跡的事蹟，為解除仕途危機的影響向D伯爵請求購入麒麟時被拒絕。後來因為南西的影響令D伯爵同意接見麒麟，正式締結契約，但在和凱利駕車歸途中，為制止暴走的幼稚園巴士墜崖而發生交通事故，導致肉身死亡，其肉身則被凱利的靈魂奪舍。
- 日高奈留美 南西·格雷森（ナンシー・グレイスン）

羅傑的婚約者兼凱利的戀人，為人溫和友善，雖然本人不自覺但具備高貴的氣質，連D伯爵初會面時也為其散發的氣質折服。出身富裕人家，雖然和羅傑訂婚，但意識到自己對凱利的感情，同時表態自己無意成為總統夫人，僅想有個溫馨的家園和家庭。後來為物色寵物而偕同凱利光顧D伯爵寵物店，結果被D伯爵察覺其高貴的氣質，連帶讓感受其存在的慶麟隨之降臨，促成凱利和羅傑獲得麒麟的契機。

### 製作團隊
- 監督 - 平田敏夫
- 系列構成 - 今川泰宏
- 人物設計、總作畫監督 - 阿部恒
- 美術監督 - 加藤浩
- 攝影監督 - 山口仁
- 音響監督 - 本田保則
- 音樂 - 山口一久
- 音樂製作人 - 堀尾裕樹
- 片頭動畫 - 林重行（日语：りんたろう）
- 動畫製作人 - 諸澤昌男
- 製作人 - 落合芳行、源生哲雄
- 動畫製作 - MADHOUSE
- 製作 - TBS

### 主題曲
片頭曲
「時空旅行」
作詞 - 有森聰美 / 作曲 - 山口一久 / 編曲 - 山口一久&LEGOLGEL / 歌 - LEGOLGEL〜ルゴルジェ〜
片尾曲
「melody」
作詞 - 有森聰美 / 作曲 - SEI / 編曲 - 山口一久&LEGOLGEL / 歌 - LEGOLGEL〜ルゴルジェ〜

### 各話列表
| 話數   | 標題      | 腳本     | 分鏡     | 演出     | 作畫監督   |
| ------ | --------- | -------- | -------- | -------- | ---------- |
| 壱之談 | Daughter  | 今川泰宏 | 平田敏夫 | 長濱亘彥 | 江口摩吏介 |
| 弐之談 | Delicious | 浦畑達彥 | 濱崎博嗣 | 濱崎博嗣 | 蒔田史海   |
| 参之談 | Despair   | 井上茜   | 川尻善昭 | 高柳滋仁 | 山澤實     |
| 四之談 | Dual      | 浦畑達彥 | 西村聰   | 長濱亘彥 | 田崎聰     |

## 外部連結
- （日語）http://himeringo.easter.ne.jp/petshopofhorrors.htm （页面存档备份，存于）（舞台劇、2004年4月10日～4月11日）
- （日語）http://himeringo.easter.ne.jp/petshop2zennshuu.htm （页面存档备份，存于）（舞台劇、2006年3月17日～3月19日）

1. ↑  恐怖寵物店 愛藏版1~7（首刷書盒版）
2. ↑  新恐怖寵物店 愛藏版1~8集完（首刷書盒版）